# Выдумка (Коростышевский район)
Выдумка (укр. Видумка) — село на Украине, основано в 1846 году, находится в Коростышевском районе Житомирской области.
Население по переписи 2001 года составляет 31 человек. Почтовый индекс — 12533. Телефонный код — 4130. Занимает площадь 0,282 км².

## Адрес местного совета
12533, Житомирская область, Коростышевский р-н, с.Крапивня